# Joseph Lamb

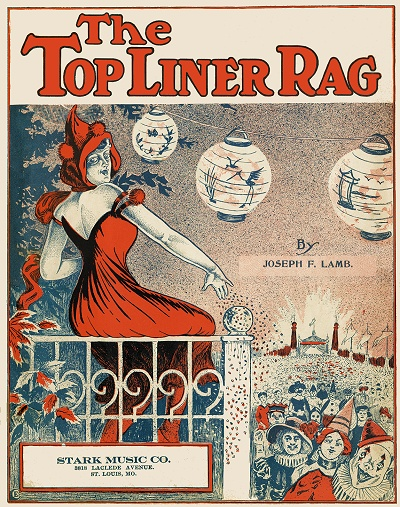
The Top Liner Rag

Joseph Francis Lamb (6. prosince 1887, Montclair, New Jersey – 3. září 1960, Brooklyn, New York, New York) byl americký skladatel ragtimové hudby. Lamb byl irského původu, byl jediný neafrický Američan z "velkých tří" skladatelů klasického ragtime, další dva byli Scott Joplin a James Scott. Ragtime Josepha Lamba se pohybuje od standardního populárního až po komplexní a velmi angažovaný. Jeho použití dlouhých frází bylo ovlivněno klasickými pracemi, které se naučil od své sestry a ostatních při vyrůstání, ale jeho smysl pro strukturu byl potenciálně odvozen z jeho studia Joplinových klavírních ragtimů. V době, kdy přidal nějaký polský do svých pozdějších prací v padesátých letech minulého století, Lamb zvládl klasický žánr takovým způsobem, že se mu v té době téměř žádný jiný skladatel nedokázal přiblížit a pokračoval v jeho úspěšném přehrávání, o čemž svědčí nejméně dvě samostatné nahrávky provedené v jeho domě, stejně jako několik nahraných rozhovorů.

## Život a kariéra
Lamb se narodil v Montclairu v New Jersey. Byl nejmladší ze čtyř dětí, učil se hrát na klavír a obdivoval časné ragtime publikace Scotta Joplina. V roce 1904 odešel z St. Jerome's College, aby pracoval pro firmu na výrobu suchého zboží. Setkal se s Joplinem v roce 1907 při nákupu nejnovějších hudebních listů Joplina v kancelářích Johna Starka a Syna. Joplin byl ohromen Lambovými skladbami a doporučil ho vydavateli Johnu Starkovi. Stark publikoval Lambovu hudbu po příští desetiletí, počínaje "Sensation".
V roce 1911 se Lamb oženil s Henrietou Schultzovou a přestěhoval se do Brooklynu v New Yorku. Pracoval jako aranžér pro vydavatelskou společnost J. Fred Helf Music Publishing a později od dubna 1914 jako účetní společnosti L. F. Dommerich & Company. Henrietta zemřela na chřipku v roce 1920 ve stejnou dobu, kdy se zájem o populární hudbu přesunul z ragtime do jazzu. Lamb přestal vydávat svou hudbu, hraje a skládá pouze jako koníček. "Bohemia Rag" vyšlo v roce 1919.
Rok před jeho smrtí v roce 1960 vydala Folkways Records album Joseph Lamb: Studie v klasickém Ragtime. Zemřel na srdeční infarkt v Brooklynu ve věku 72 let.

## Práce (Výběr)
- Sensation (1908)
- Ethiopia Rag (1909)
- Excelsior Rag (1909)
- Champagne Rag (1910)
- American Beauty Rag (1913)
- Ragtime Nightingale (1914)
- Cleopatra Rag (1915)
- Reindeer Rag (1915)
- Contentment Rag (1915)
- Top Liner Rag (1916)
- Patricia Rag (1916)
- Bohemia (1919)

## Nepublikované ragy během jeho života
- "Alaskan Rag"
- "Arctic Sunset"
- "Bee Hive"
- "Bird-Brain Rag"
- "Blue Grass Rag"
- "Chasin' the Chippies"
- "Chime In"
- "Cinders"
- "Cottontail Rag"
- "Crimson Ramblers"
- "Firefly Rag"
- "Good and Plenty Rag"
- "Greased Lightning"
- "Hot Cinders"
- "Jersey Rag"
- "Joe Lamb's Old Rag"
- "The Old Home Rag"
- "Ragged Rapids Rag"
- "Ragtime Bobolink"
- "Ragtime Special"
- "Rapid Transit Rag"
- "Shootin' the Works"
- "Thoroughbred Rag"
- "Toad Stool Rag"
- "Walper House Rag"